# هفت‌خان رستم
رستم بزرگ پهلوان ایران زمین و اهل سیستان بود هفت‌خان رستم یا هفت‌خوان رستم نام نبردهایی هفت‌گانه در شاهنامهٔ فردوسی هستند که رستم، پسر زال آن‌ها را به انجام رساند. هفت‌خان رستم شامل نبردهایی می‌شود که رستم برای نجات دادن شاه ایران زمین یعنی کیکاووس راهی این مسیرها شد و سرانجام موفق شد که به قلمرو دیوها برسد و دیو سپید را از پای دراورد و کیکاووس و همراهانش را از بند بیرون آورد.

## حمله کیکاووس

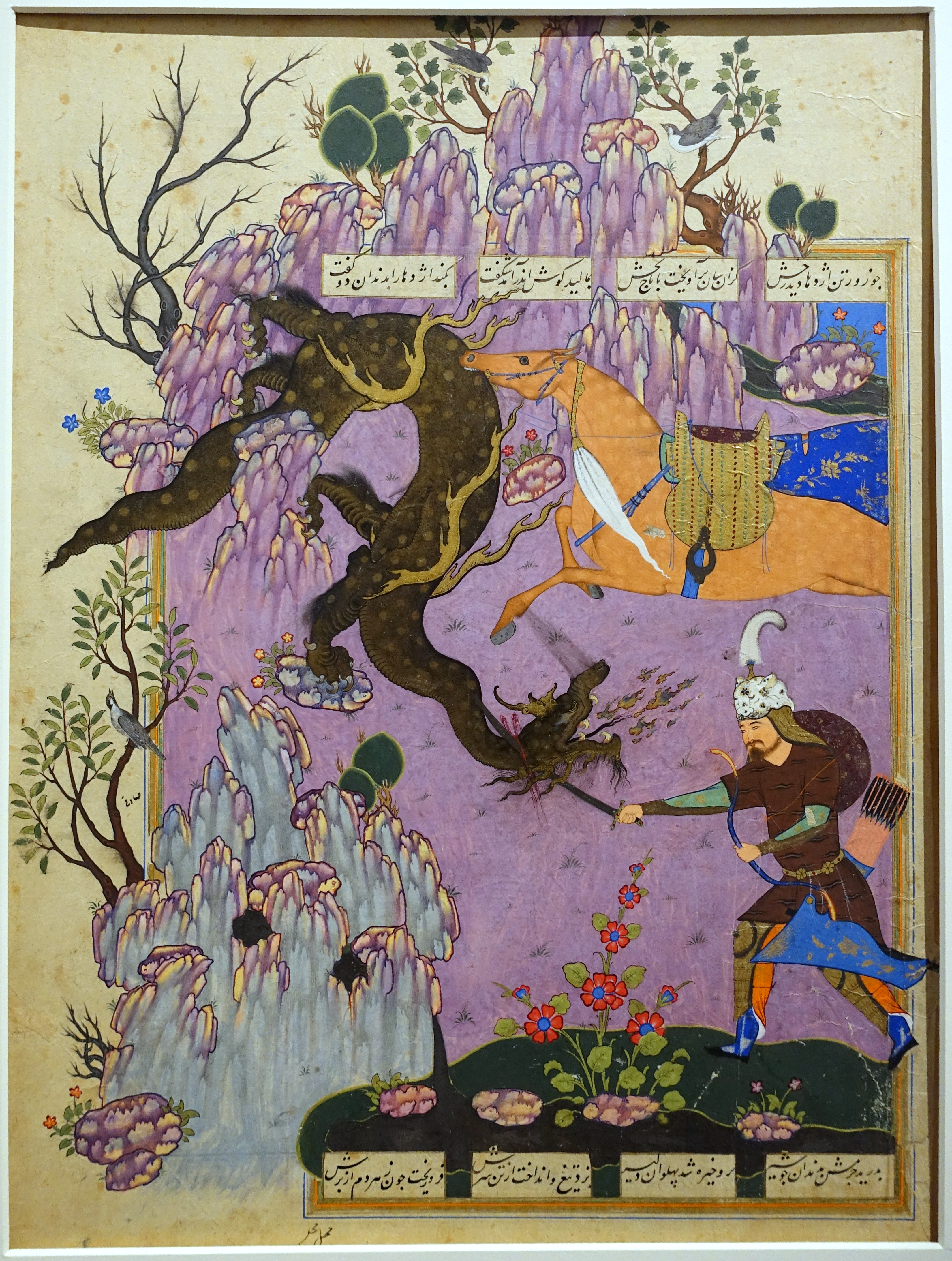
رستم و اژدها
:
کیکاووس در اقدامی جسورانه با لشکری به سمت مازندران عازم شد تا دیو سپید را از میان بردارد امّا او از دیو سپید شکست خورد. دیو سپید چشم آن‌ها را نابینا کرد و آن‌ها را در سیاه‌چاله‌ای تاریک و وحشتناک زندانی نمود. کیکاووس مخفیانه قاصدی نزد زال فرستاد و از او خواست تا رستم را به کمک آن‌ها بفرستد. زال ماجرا را با رستم در میان گذاشت. رستم چنین جواب داد: ای پدر، من به کمک آن‌ها می‌روم امیدوارم بتوانم کیکاووس را آزاد کنم. رستم تنها با رخش، بسوی مازندران روانه می‌شود، او تمام روز را تاخت تا به دشت پهناوری رسید.

## هفت‌خان

### خان اول: نبرد رخش با شیر (در واقع به کمک رخش)

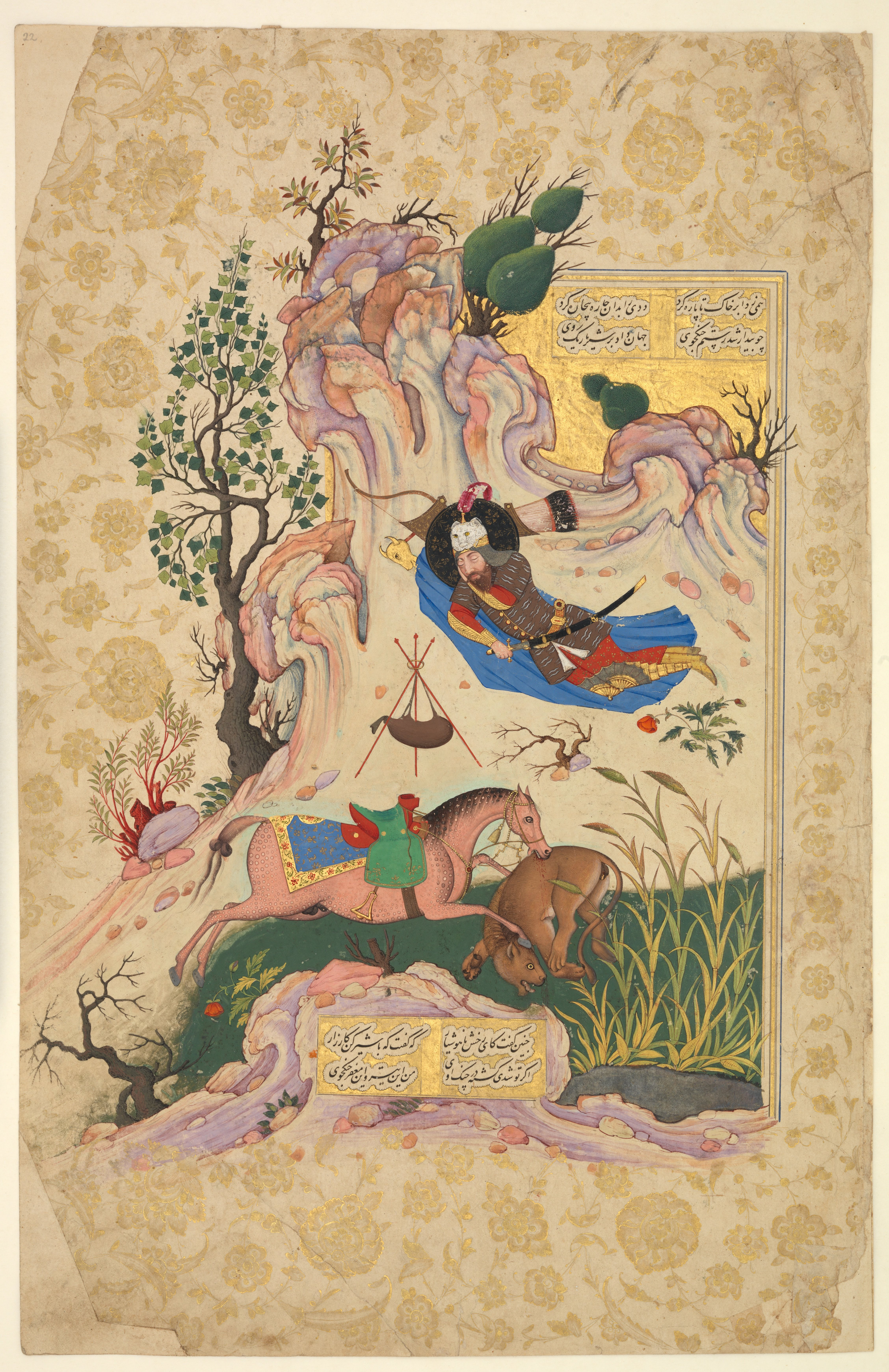
خان اول: نبرد رخش با شیر، نسخه‌ای از شاهنامه در کتابخانهٔ چستربیتی

رستم راه دو روزه را یک روزه پیمود؛ به همین دلیل گرسنه شد و تا خواست استراحت کند. ناگهان دشتی پر از گورخر پدیدار شد. رستم با رخش به سمت آن‌ها رفت و کمند انداخت و گوری را شکار کرد. آتشی برافروخت و گور را بریان کرد و خورد. آن‌گاه افسار رخش را باز کرد و او را برای چرا رها کرد و خود در نیستانی بستر خواب ساخت به خواب رفت.

اما آن نیستان بیشهٔ شیری بود که در نیمه‌های شب به لانه‌اش بازمی‌گشت. هنگامی که رستم در خواب عمیق فرورفته بود، شیر به رخش حمله کرد، رخش خروشید، سُم‌هایش را بر سر شیر کوبید و دندان بر پشت شیر فرو برد و آن‌قدر شیر را به زمین زد تا جان بداد. وقتی رستم از خواب بیدار شد، دید شیر از پای درآمده گفت: 
| « | ای رخش ناهوشیار! که گفت که تو با شیر کارزار کنی؟ اگر به‌دست شیر کشته می‌شدی من این خود (کلاه خود) و کمند و کمان و گرز و تیغ و ببر بیان را چگونه پیاده به مازندران می‌کشیدم؟ | » |

 این را گفت و دوباره خوابید.

### خان دوم: گذر از بیابان سخت
پس از گذشتن از خان اول، با طلوع خورشید، رستم از خواب بیدار شد و تن رخش را تیمار و زین کرد و به‌راه افتاد. بیابانی بی‌آب و علف و سوزان در پیش بود، گرما چنان بود که اگر مرغ از آن‌جا گذر می‌کرد در هوا بریان می‌شد. زبان رستم از شدت تشنگی زخمی شده و رخش نیز دیگر نایی نداشت. رستم از رخش پیاده شد زوبین به‌دست، از شدت تشنگی، تلو تلو حرکت می‌کرد. بیابان دراز و گرما شدید و چاره ناپیدا بود. رستم پهلوان از شدت تشنگی به ستوه آمده دست به آسمان برد و گفت:
| « | ای داور دادگر! رنج و آسایش همه از توست. اگر از رنج من خشنودی رنج من بسیار کن. من این رنج را بر خود خریدم مگر کردگار شاه کاووس را زنهار دهد و ایرانیان را از چنگال دیو برهاند که همه پرستندگان و بندگان [مزدیسنا] هستند. من جان و تن در راه رهایی آنان گذاشتم. تو که دادگری و ستم دیدگان را در سختی یاور، امیدم را باز گردان و رنج مرا زائل مگردان، مرا دستگیر باش و دل زال پیر را بر من بسوزان. | » |

همچنان می‌رفت و با خدا در نیایش بود؛ اما روزنهٔ امیدی پدیدار نبود هرلحظه توانش کمتر می‌شد. مرگ را در نظر مجسّم می‌کرد و می‌گفت: 
| « | اگر کارم با لشکری می‌افتاد شیروار به پیکار آنان درمی‌آمدم و به یک حمله آنان را نابود می‌ساختم. اگر کوه پیش می‌آمد به گرز گران کوه را فرو کوفته و پست می‌کردم و اگر رود جیحون بر من می‌غرید به نیروی خدادادی در خاکش فرو می‌بردم؛ ولی با راه دراز و بی‌آب و علف و گرمای سوزان، دلیری و مردی را چه سود، مرگی را که چنین روی آرد چه چاره می‌توان کرد؟ | » |

در این رؤیا بود که تن پیلوارش سست شد و ناتوان بر خاک تفتیده افتاد. همانگاه میشی از کنار او گذشت. از دیدن میش امیدی در دل رستم پدید آمد و اندیشید که میش باید آبشخوری در این بیابان داشته باشد. دوباره نیروی خود را جزم کرد و بلند شد و در پی میش به راه افتاد. میش وی را به آبشخوری رهنمون ساخت و از مرگ حتمی نجات یافت. رستم دانست که این کمک از سوی خداست. او از آب نوشید و سیراب شد. آن‌گاه زین از رخش جدا کرد و او را در آب چشمه شست و تیمار کرد و سپس به شکار گور رفت. گوری را شکار کرد و بریان ساخت و بخورد و آمادهٔ خواب شد. پیش از خواب رو به رخش کرد و گفت: «مبادا تا من خفته‌ام با موجودی بستیزی یا با شیر و پلنگ پیکار کنی. اگر دشمن پیش آمد نزد من بتاز و مرا آگاه کن.»

### خان سوم: نبرد با اژدها (به کمک رخش)

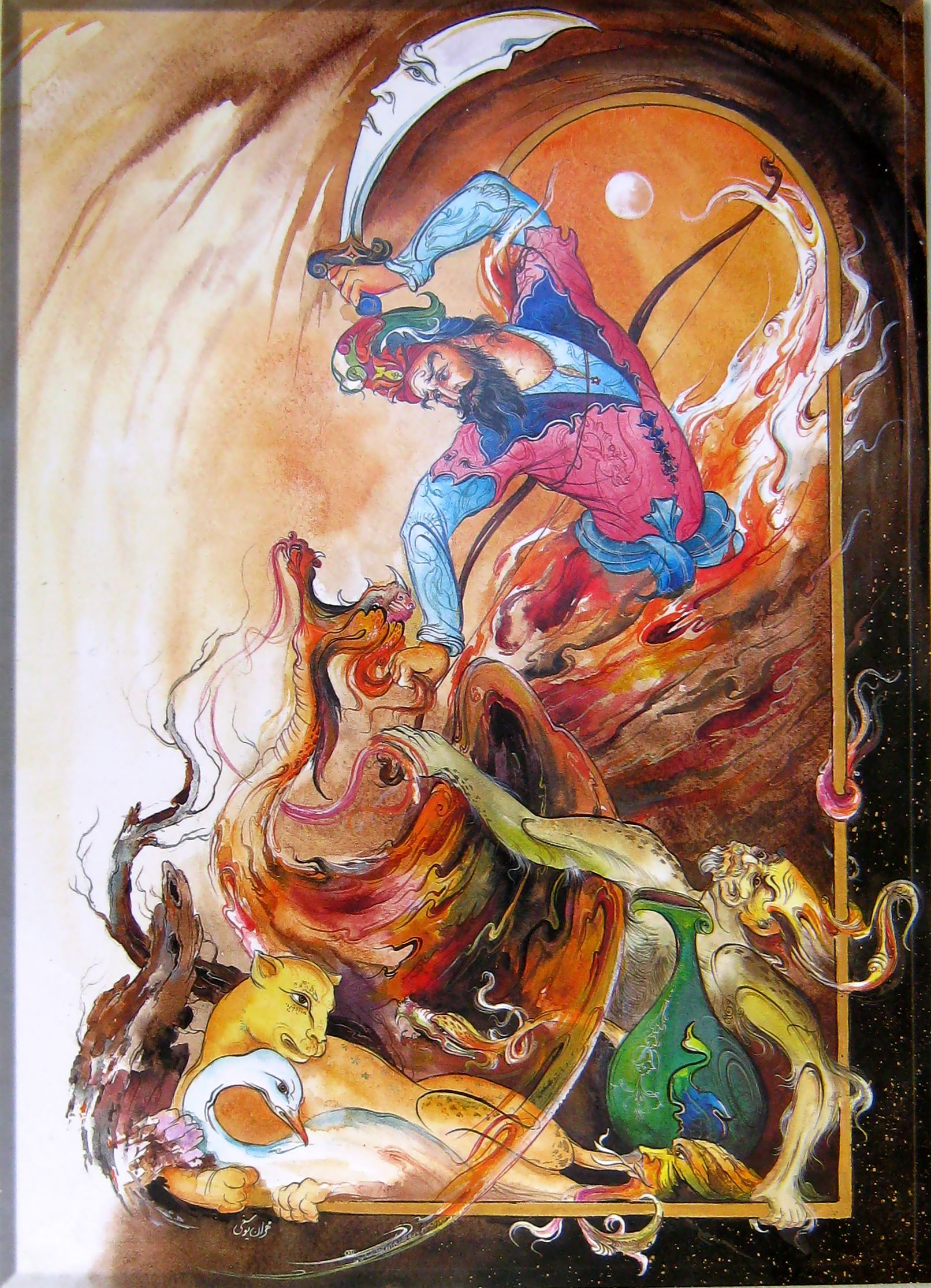
رزم رستم با اژدها

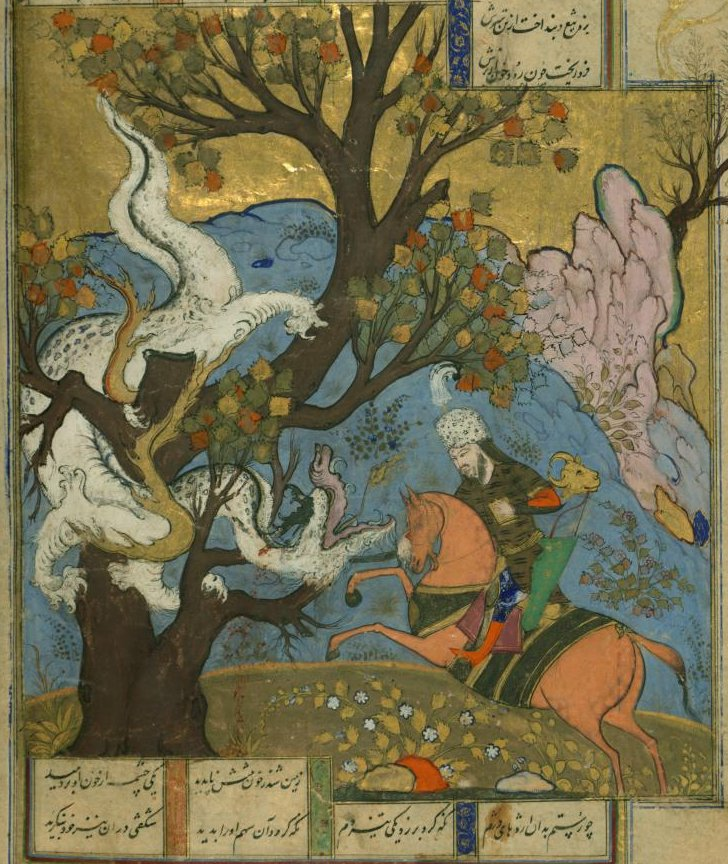
خان سوم: رستم اژدها را می‌کشد. نسخه خطی قرن هفدهم فارسی.

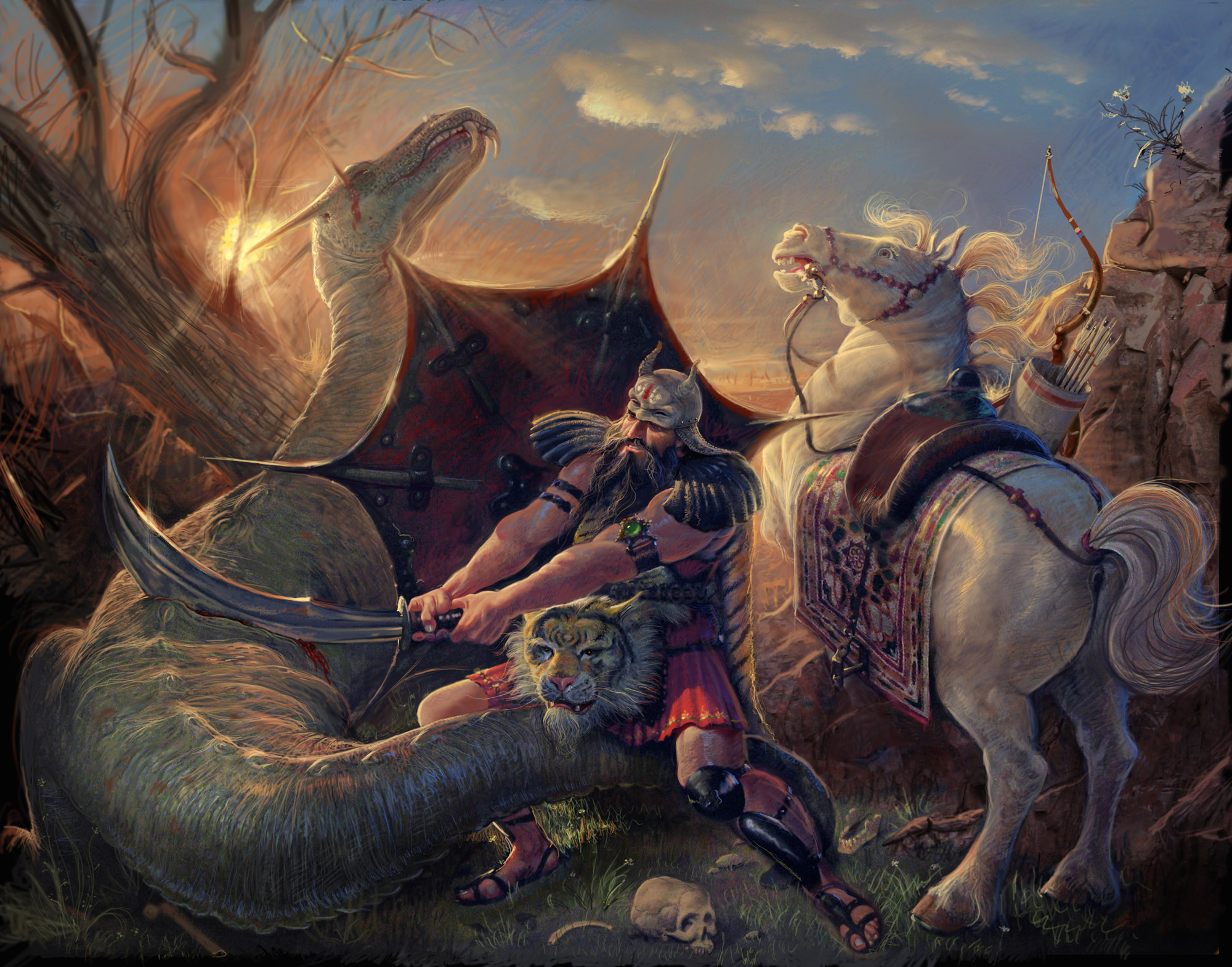
کشته شدن اژدها به دست رستم، خان سوم، اثر عادل عدیلی

رخش تا گرگ و میش هوا به چرا مشغول بود. اما مکانی که رستم در آنجا خوابیده بود لانه اژدهایی بود که از ترس آن هیچ جنبنده‌ای یارای گذشتن از آن دشت را نداشت. وقتی اژدها به خانهٔ خود بازگشت، رستم را در خواب و رخش را در چرا دید و به سوی رخش حمله‌ور شد.

رخش بیدرنگ به بالین رستم شتافت و سم خود را بر زمین کوبید شیهه کشید. رستم از خواب گران بیدار شد آماده نبرد شد امّا چیزی نیافت کمی از رفتار رخش آزرده گشت. اژدها ناگهان ناپدید شده بود رستم به بیابان نظر کرد و چیزی ندید. به رخش خروشید که چرا بیهوده او را از خواب بیدار کرده است و دوباره سر بر بالین گذاشت و خوابید. اژدها دوباره از تاریکی بیرون جهید. رخش باز به سوی رستم تاخت و سم خود را بر خاک کوبید و گرد و خاک کرد. رستم بیدار شد و بر بیابان نگاه کرد و باز چیزی ندید. دژم شد و به رخش گفت: 
| « | کشتن اژدها سخت بود سخت. | » |

 سومین بار اژدها پدیدار شد که از نفسش آتش فرو می‌ریخت. رخش از چراگاه بیرون دوید اما نمی‌دانست چه‌کار کند چون اژدها زورمند بود و رستم خشمگین. چاره‌ای نداشت به بالین رستم دوید و خروشید و جوشید و زمین را به سم چاک کرد. رستم از خواب گران برجست و با رخش برآشفت. اما این بار اژدها نتوانست ناپدید گردد و رستم در تاریکی شبه او را دید. تیغ از نیام کشید به سوی اژدها آمد و گفت: «نامت چیست که اکنون زندگانی بر تو سر آمد. می‌خواهم که بی‌نام به‌دست من کشته نگردی.»
اژدها غرید و گفت: عقاب را یارای پریدن بر این دشت نیست و ستاره این زمین را به خواب نمی‌بیند. تو جان به دست مرگ سپردی که پا در این دشت گذاشتی. نامت چیست؟ جای آن است که مادر بر تو بگرید.
رستم گفت: من رستم‌دستان از خاندان نیرم هستم و به تنهایی لشکری را حریفم. باش تا دستبرد مردان را ببینی. این را گفت و به اژدها حمله کرد. اژدها زورمند بود و چنان با رستم گلاویز شد که گویی پیروز خواهد شد. رخش چون چنین دید ناگاه برجست و دندان در تن اژدها فرو برد و پوست او را چون شیر از هم بدرید. رستم از کار رخش خیره ماند. تیغ برکشید و سر از تن اژدها جدا کرد. رودی از خون بر زمین جاری شد و تن اژدها چون لخت کوهی بیجان بر زمین ماند. رستم خدا را یاد کرد و سپاس گفت. در آب سر و تن را بشست، سوار رخش شد و به راه افتاد.

### خان چهارم: کشتن جادوگر
رستم شاد و پویا راه دراز را می‌پیمود تا به چشمه‌ساری پر گل و سبزه رسید. سفره‌ای آراسته در کنار چشمه دید که بره‌های بریان شده و دیگر خورش‌ها بر سُفره بود. جامی زرین پر از می نیز کنار سفره خودنمایی می‌نمود. رستم خوشحال و بی‌خبر از همه جا خواست سورچرانی کند امّا آن سفره، تلهٔ اهریمن بود. رستم پیاده شد و بر سفره نشست، جام را نوشید و تنبور را برداشت و ترانه‌ای فرح‌بخش در وصف حال خویش خواند و تنبور را نواخت:
| که آواره بد نشان رستم است   |  | که از روز شادیش بهره غم است |
| همه جای جنگست میدان اوی     |  | بیابان و کوهست بستان اوی    |
| همه جنگ با شیر و نر اژدهاست |  | کجا اژدها از کفش نا رهاست   |
| می و جام و بویا گل و میگسار |  | نکردست بخشش ورا کردگار      |
| همیشه به جنگ نهنگ اندرست    |  | دگر با پلنگان به جنگ اندرست |

آواز رستم به گوش پیرزن جادوگر رسید. پیرزن خویش را بزک کرد و سر سفره آمد، دستور کشتن رستم را داشت. او که یک خر درنده هم داشت. بیدرنگ خود را بر صورت زن جوان زیبایی درآورد و نزد رستم آمد. رستم از دیدار وی شاد شد و بر او آفرین گفت و خداوند را به سپاس گفت. چون رستم نام خدا را بر زبان آورد، ناگهان چهرهٔ جادوگر تغییر یافت و سیمای شیطانی‌اش آشکار شد. رستم به او نگاه کرد و دریافت که او جادوگر است. پیرزن خواست که فرار کند اما رستم کمند انداخت و سر او را به بند آورد. دید گنده پیری پر نیرنگ است. خنجر از کمر کشید او را دو نیمه کرد.
| بینداخت چون باد، خَمّ کمند    |  | سر جادو آورد ناگه به بند   |
| میانش به خنجر به دو نیم کرد |  | دل جادوان زو پر از بیم کرد |

رستم پس از مدتی، به سرزمینی تاریک و وحشتناک رسید؛ به‌طوری‌که چشمان او دیگر جایی را نمی‌دید. او راه خود را گم کرد. در این لحظه فکری به خاطرش رسید. افسار رخش را رها کرد. رخش با هوشیاری، آرام آرام راه را پیدا کرد. کم‌کم هوا روشن شد و رستم به سرزمین سرسبز و زیبایی رسید، که آن‌جا مازندران بود.

### خان پنجم: جنگ با اولاد مرزبان

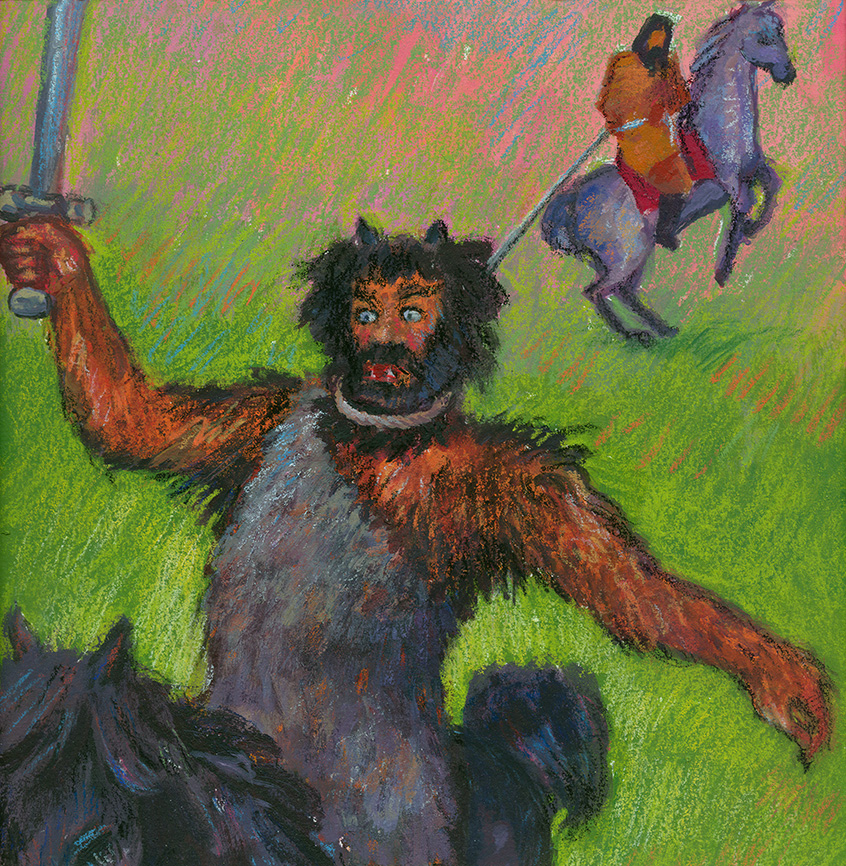
خان پنجم، نبرد با اولاد مرزبان، اثر محمدرضا قربانی

در این خان، رستم در مسیر راه خود، در کنار رودی به خواب رفت و رخش در چمن‌زاری به چرا مشغول شد. دشت‌بان آن ناحیه که از چرای رخش به خشم آمده بود به رستم حمله برده و در خواب ضربه‌ای به وی وارد کرد.
| چو در سبزه دید اسب را دشت‌بان |  | گشاده زبان شد، دمان، آن زمان |
| سوی رخش و رستم بنهاده روی    |  | یکی چوب زد گرم بر پای اوی    |

رستم از خواب برخاست و گوش‌های دشت‌بان را کنده و کف دستش نهاد. دشت‌بان به مرزبان منطقه که اولاد نام داشت عارض شد. اولاد با تنی چند از سپاهیانش به نزد رستم شتافت تا او را تأدیب نماید امّا رستم ایشان را تنبیه کرده اولاد را با کمند به دام انداخت بلد راه خویش کرد. اولاد که خود را اسیر رستم دید، به او گفت: ای پهلوان! مرا نکش، هر خدمتی از دستم بر آید کوتاهی نخواهم کرد، رستم به او گفت که اگر محل دیو سپید را نشانم دهی، تو را شاه مازندران خواهم کرد در غیر این صورت، تو را خواهم کشت. اولاد پیشاپیش رخش به راه افتاد تا به مکان دیو سپید رسیدند.

### خان ششم: جنگ با ارژنگ دیو

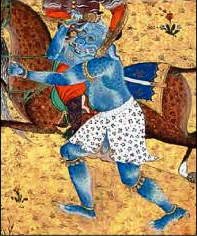
نگاره ارژنگ در شاهنامه تهماسبی

رستم و اولاد به کوه اسپروز یعنی محلی که در آن دیو سپید، کاووس را در بند کرده بود، رسیدند؛ چون تاریکی شب سر رسید از جانب شهر مازندران خروشی برآمد و هر گوشه شهر شمع و آتشی افروخته شد. رستم از اولاد پرسید: آنجا که از چپ و راست آتش افروخته شد کجاست؟
اولاد گفت: آنجا آغاز کشور مازندران است و دیوهای نگهبان در آن جای دارند و آنجا که درختی سر به آسمان کشیده خیمهٔ ارژنگ‌دیو است که هر از گاهی فریاد برمی‌آورد. رستم شب را خوابید و صبح روز بعد اولاد را با طناب به درختی بست و به جنگ ارژنگ دیو رفت. رستم با حمله‌ای برق‌آسا سر ارژنگ‌دیو را از تن جدا ساخت و در نتیجه سپاهیان ارژنگ‌دیو نیز از ترس پراکنده شدند.
| چو رستم بدیدش برانگیخت اسب |  | بیامد بر وی چو آذرگشسب      |
| سر و گوش بگرفت و یالش دلیر |  | سر از تن بکندش به کردار شیر |
| پر از خون سر دیو کنده ز تن |  | بینداخت زان سو که بود انجمن |

سپس رستم و اولاد به سمت محلی رفتند که محل نگهداری کیکاووس و سپاهیانش بود و آنان را از بند رها ساختند. کیکاووس رستم را به محل دیو سپید
رهنمون ساخت و رستم با اولاد به سمت غاری که محل زندگی دیو سپید بود به راه افتادند دیو را هلاک نموده بازگشتند.

### خان هفتم: جنگ با دیو سپید

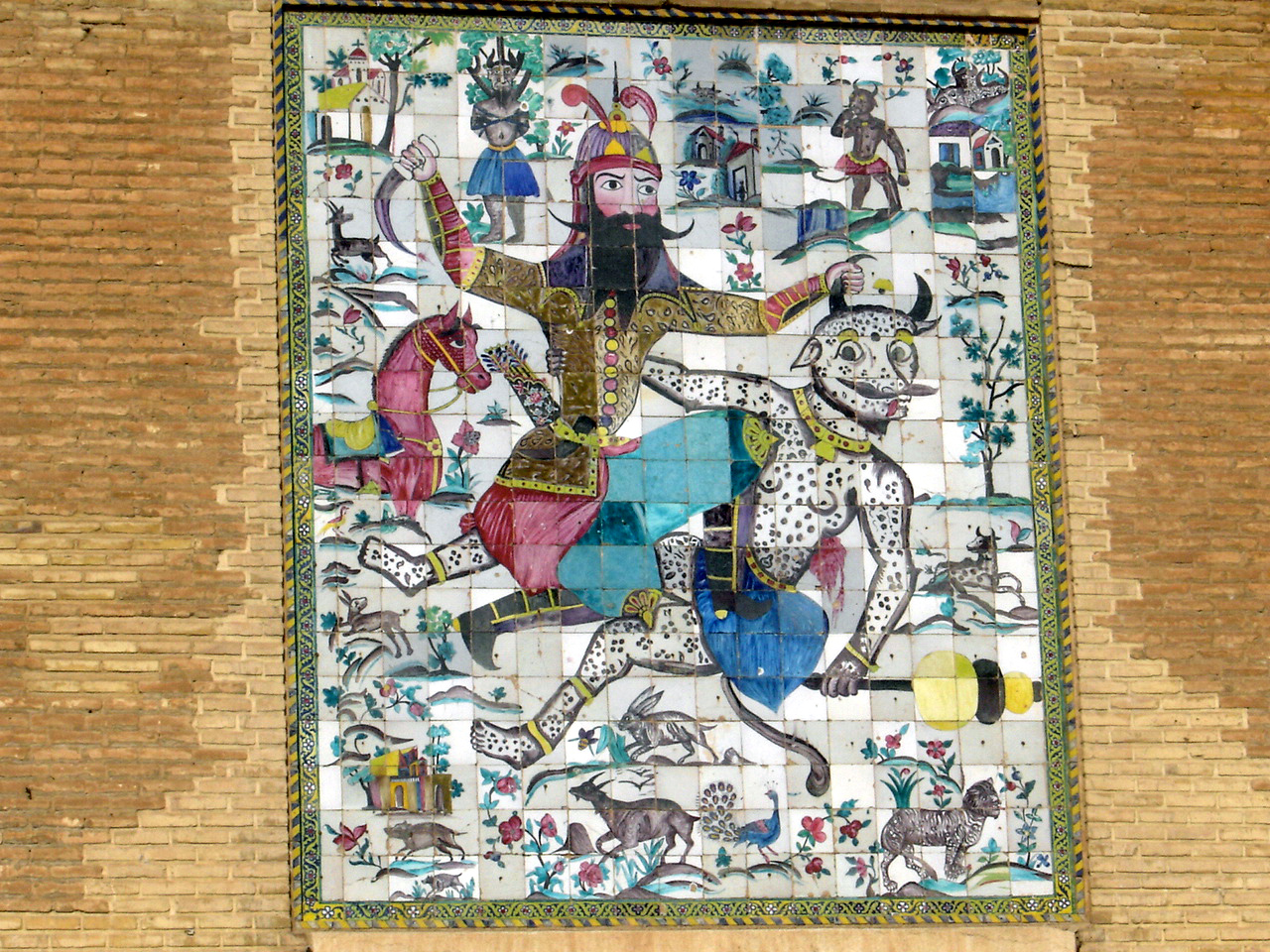
نبرد رستم و دیو سپید

در خان آخر، رستم و اولاد به هفت کوه که غار محل زندگی دیو سپید در آن قرار داشت، رسیدند. شب را در حوالی آنجا سپری کردند. صبح روز بعد رستم پس از بستن دست و پای اولاد، به نگهبانان غار حمله‌ور شد و آنان را از بین برد. وی سپس وارد غار تاریک بی‌بن شد. در غار با دیو سپید مواجه شد که همانند کوهی به خواب رفته بود.
| به رنگ شبه روی و چون شیر موی   |  | جهان پر ز پهنای و بالای اوی |
| به غار اندرون دید رفته به خواب |  | به کشتن نکرد هیچ رستم شتاب  |

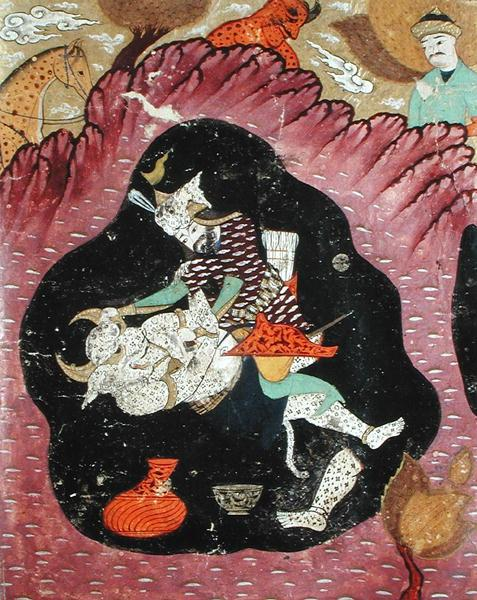
نبرد رستم و دیو سپید

دیو سپید مسلح به سنگ آسیاب، کلاهخود و زره‌آهنی به جنگ رستم شتافت رستم یک پای او را از ران جدا ساخت. دیو با همان حال با رستم در گلاویز بود و نبردی طولانی میان آندو صورت گرفت که گاه رستم و گاه دیو بر یکدیگر چیره می‌گشتند. در پایان، رستم با خنجر دل دیو را شکافت و جگر او را برای مداوای چشمان کم سو شدهٔ کیکاووس درآورد.
| بزد دست و بر داشتش نرّه شیر  |  | به گردن برآورد و افکند زیر   |
| فرو برد خنجر دلش بر درید    |  | جگرش از تن تیره بیرون کشید   |
| همه غار یکسر پر از کشته بود |  | جهان همچو دریای خون گشته بود |

دیوان کوچک با مشاهدهٔ صحنه فرار را بر قرار ترجیح دادند. جگر دیو سپید را رستم نزد کاووس نابینا آورد و قطره‌ای از خون جگر به چشمان کاووس چکاند و نور به دیدگان وی بازگشت. سپاهیان ایران نیز همگی بینایی خود را بازیافتند و به جشن و پایکوبی مشغول شدند.

## پژوهشی در خصوص رازهای حماسه هفت‌خان رستم
شاهنامهٔ حکیم بزرگ فردوسی، روایت‌گر تاریخ اساطیری ایران زمین است، اسطوره‌هایی که از کیومرث آغاز و به دارا و سکندر خاتمه می‌یابد.
قرن‌هاست که در میان پژوهشگران، این پرسش مطرح است که این اساطیر که هستند؟ آیا تنها افسانه‌هایی زاده ذهن افسانه سرایانند یا ریشه در دل تاریخ این سرزمین دارند؟ و اگر باور کنیم که شخصیت‌هایی تاریخی‌اند، آیا می‌توان آن‌ها را در گستره زمان و مکانی خاص گنجاند؟
دوران حکومت کیکاووس شاه، از نگاه شاهنامه، دوران پر فراز و نشیبی است. دورانی که سرآغاز آن با وسوسه شاه توسط دیوی خنیاگر و لشکرکشی او به سرزمین افسانه‌ای مازندران آغاز می‌گردد، و نتیجه‌اش، اسارت شاه و سپاهش به دست دیوان را در پی دارد. پیکی خبر به زال و رستم می‌رساند، و رستم بی‌درنگ به یاری ایرانیان می‌شتابد و این گونه هفت‌خان رستم آغاز می‌گردد.
پرسش اینجاست که اسطوره کی‌کاووس، رستم و دیوان مازندران را بایستی در چه شخصیت‌هایی و در چه زمان و مکانی جست‌وجو نمود و کاوید؟ آیا مازندران، همان دارالمُلک است که در چند قرن اخیر، به بخشی از شمال ایران‌زمین گویند یا سرزمینی در دوردست‌هاست؟ و به راستی این کدامین سرزمین و منزل است که در شاهنامه مازندران گویند؟ جایگاه ارژنگ و دیو سپید، بند‌کننده شاه بزرگ کی‌کاووس، گذرگاه نرّه دیوان خنجر‌گذار، منزلگاه پریان و جادوان و سرزمین حماسه‌ای رستم و هفت‌خان…
اگرچه برخی از پژوهشگران و مورخان با توجه به دلایل قابل توجهی که ذکر می‌کنند، بر این نظرند که افسانه هفت‌خان رستم در جایی خارج از مازندران ایران رقم خورده است، اما شواهدی چون برخی نامهای اشخاص و مکان‌ها و… ما را به سوی سرزمین‌های شمالی ایران سوق می‌دهد که پذیرش هر یک از این نظرات ما را با احتمال‌هایی روبرو می‌نماید و زمان‌هایی از پیش از ماد تا عصر فردوسی و مکان‌هایی را از شرق تا غرب امپراتوری ایران را مدنظر قرار می‌دهد.

### نکات عرفانی در داستان هفت خان
حکیم فردوسی، ضمن بهره گیری از اسطوره های حماسی ایران زمین، تقابل هوای نفس و عقل را به تصویر کشیده است. کیکاووس اسیر دیو سفید می شود که مظهر هوای نفس انسان است. رستم که مظهر عقل جبرئیلی است یعنی تابع فرمان های خداوند است برای آزاد کردن این انسانی که دچار لغزش شده، پس از عبور از مراحل مختلف مبارزه با هوای نفس، دیو خفته را از خواب بیدار می کند تا نشان دهد، راه پیروزی بر نفس عزلت و غار نشینی نیست. با چکاندن خون جگر دیو سفید در چشم کیکاووس، او را از ظلمت ها خارج و به نور هدایت می کند.  
نکته‌ای دیگر که در این افسانه چالش‌برانگیز است، بیان نشدن این افسانه توسط سایر کتب مورخان و ادیبان چون تاریخ طبری و… است.
اما پاسخ به این معما و پرسش‌ها را شاید بایستی در خود شاهنامه جستجو نمود.